# Mniszków (gmina)
Mniszków (do 1954 gmina Radonia) – gmina wiejska w województwie łódzkim, w powiecie opoczyńskim. W latach 1975–1998 gmina położona była w województwie piotrkowskim.
Siedziba gminy to Mniszków.
Na terenie gminy znajduje się podstrefa Specjalnej Strefy Ekonomicznej Starachowice, obejmująca obszar 4,0 ha i zagospodarowana w 100%.
Według danych z 31 grudnia 2007 gminę zamieszkiwały 4754 osoby.

## Struktura powierzchni
Według danych z roku 2007 gmina Mniszków ma obszar 124,16 km², w tym:
- użytki rolne: 59%
- użytki leśne: 33%

Gmina stanowi 11,94% powierzchni powiatu opoczyńskiego.

## Demografia

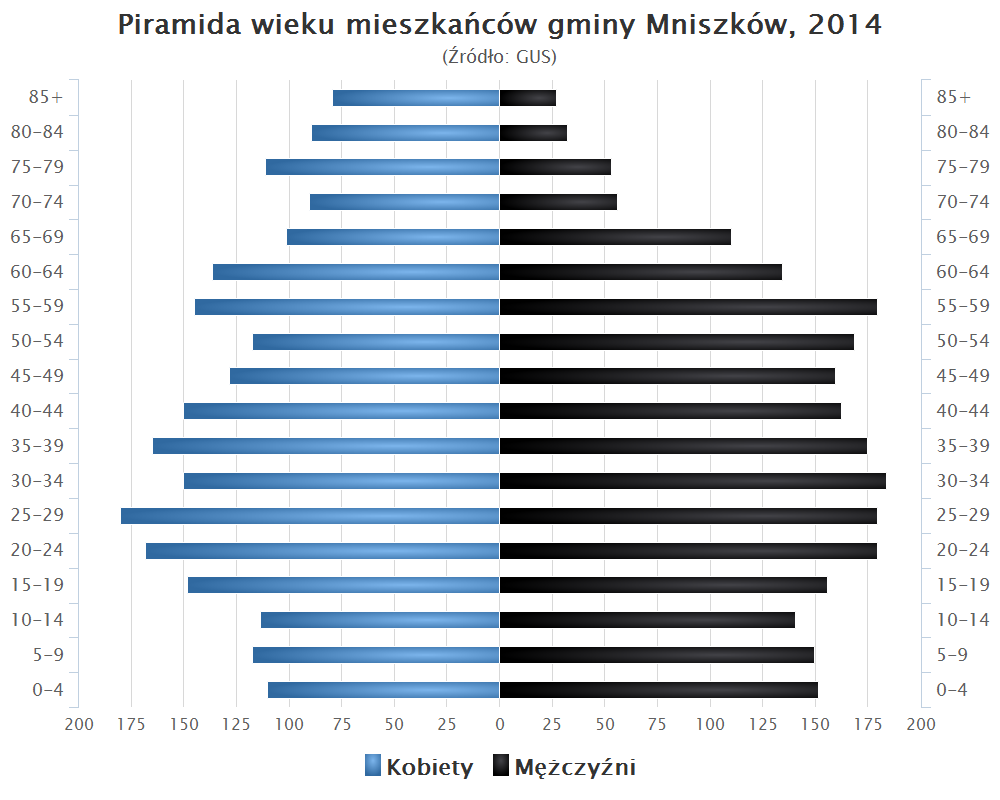
Piramida wieku mieszkańców gminy Mniszków w 2014 roku

Dane z  30 września 2015 r. :
| Opis                              | Ogółem | Ogółem | Kobiety | Kobiety | Mężczyźni | Mężczyźni |
| --------------------------------- | ------ | ------ | ------- | ------- | --------- | --------- |
| jednostka                         | osób   | %      | osób    | %       | osób      | %         |
| populacja                         | 4703   | 100    | 2296    | 49,4    | 2407      | 50,6      |
| gęstość zaludnienia (mieszk./km²) | 38     | 38     | 19      | 19      | 19        | 19        |

## Rezerwaty przyrody
Na terenie gminy znajdują się następujące rezerwaty przyrody:
- rezerwat przyrody Błogie – chroni naturalne drzewostany jodłowe oraz mieszane z udziałem jodły na granicy zasięgu,
- rezerwat przyrody Gaik – chroni starodrzew sosnowo-dębowy
- rezerwat przyrody Jaksonek – chroni stanowisko zimoziołu północnego oraz dąbrowę.

## Sołectwa
Błogie Rządowe, Błogie Szlacheckie, Bukowiec nad Pilicą, Duży Potok, Góry Trzebiatowskie, Grabowa, Jawor, Jawor-Kolonia, Julianów, Konstantynów, Małe Końskie, Marianka, Nowe Błogie, Mniszków, Mikułowice, Obarzanków, Olimpiów, Owczary, Prucheńsko Duże, Prucheńsko Małe, Radonia, Stoczki, Stok, Strzelce, Syski, Świeciechów, Zajączków, Zarzęcin.

## Sąsiednie gminy
Aleksandrów, Paradyż, Sławno, Sulejów, Tomaszów Mazowiecki, Wolbórz